# Guerting
Guerting [ɡɛʁtɛ̃] est une commune française située dans le département de la Moselle, en région Grand Est.
Elle est localisée dans les régions naturelles du pays de Nied et du Warndt.

## Géographie

### Localisation
Guerting est située au nord-est de la région Lorraine, entre Metz et Sarrebruck.

### Accès
|       | Falck     |                   |
| Coume | Guertling | Creutzwald        |
|       | Varsberg  | Ham-sous-Varsberg |

### Géologie et relief
Blottie au fond de la cuvette boisée du Warndt, la commune passe d'un petit vallon au plateau lorrain. La dépression s'écarte progressivement vers le sud-est. Il s'agit du pays du sable à l'affleurement du grès rose des Vosges.

### Hydrographie

#### Réseau hydrographique
La commune est située dans le bassin versant du Rhin au sein du bassin Rhin-Meuse. Elle est drainée par le ruisseau de Guerting, le ruisseau Banngraben et le ruisseau le Leibsbach.

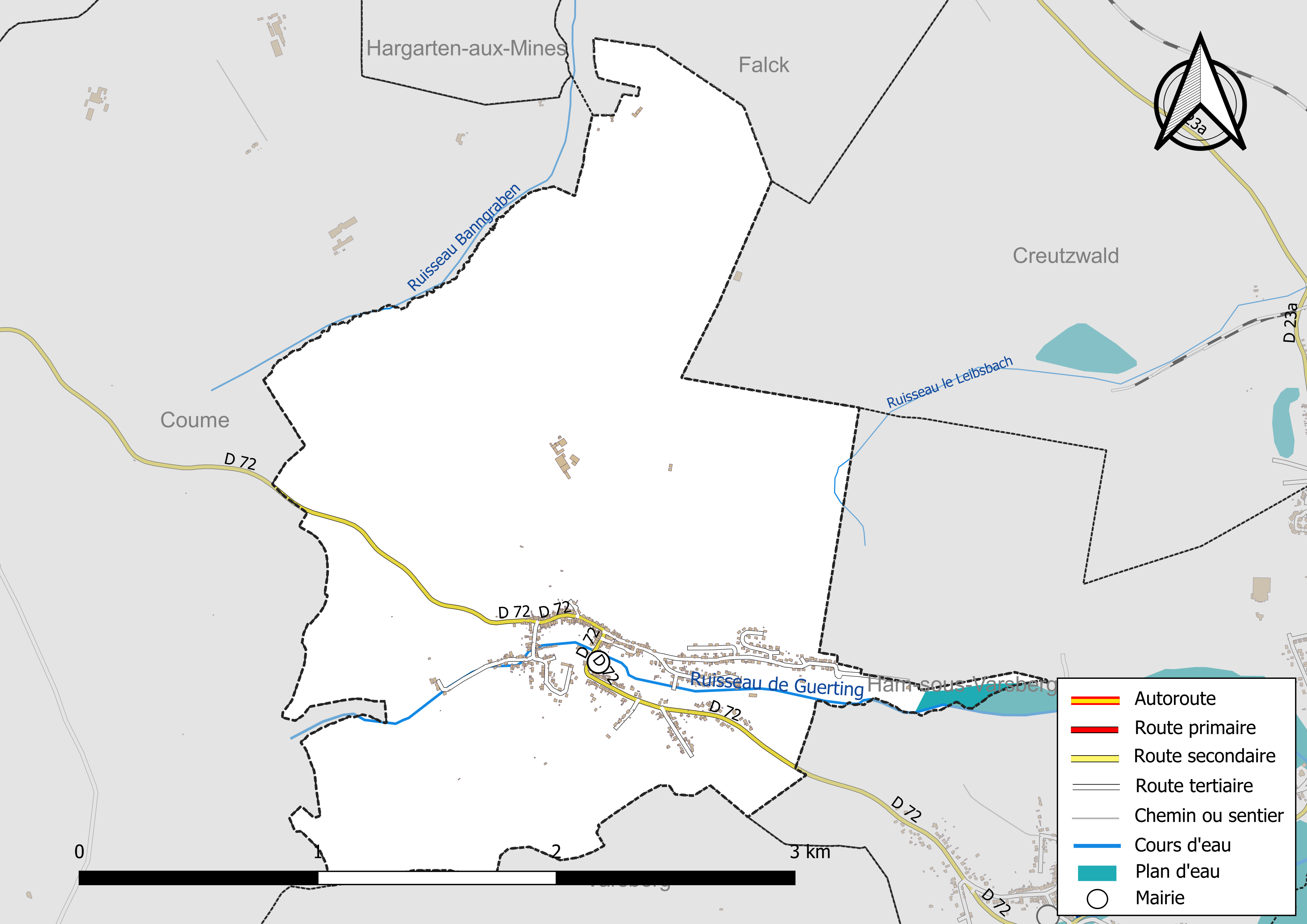
Réseaux hydrographique et routier de Guerting.

#### Gestion et qualité des eaux
Le territoire communal est couvert par le schéma d'aménagement et de gestion des eaux (SAGE) « Bassin Houiller ». Ce document de planification, dont le territoire est approximativement délimité par un triangle formé par les villes de Creutzwald, Faulquemont et Forbach, d'une superficie de 576 km2, a été approuvé le 27 octobre 2017. La structure porteuse de l'élaboration et de la mise en œuvre est la région Grand Est. Il définit sur son territoire les objectifs généraux d’utilisation, de mise en valeur et de protection quantitative et qualitative des ressources en eau superficielle et souterraine, en respect des objectifs de qualité définis dans le SDAGE  du Bassin Rhin-Meuse.

### Climat
Pour des articles plus généraux, voir Climat du Grand Est et Climat de la Moselle.
En 2010, le climat de la commune est de type climat des marges montargnardes, selon une étude du Centre national de la recherche scientifique s'appuyant sur une série de données couvrant la période 1971-2000. En 2020, Météo-France publie une typologie des climats de la France métropolitaine dans laquelle la commune est exposée à un climat semi-continental et est dans la région climatique  Lorraine, plateau de Langres, Morvan, caractérisée par un hiver rude (1,5 °C), des vents modérés et des brouillards fréquents en automne et hiver. 
Pour la période 1971-2000, la température annuelle moyenne est de 9,7 °C, avec une amplitude thermique annuelle de 17 °C. Le cumul annuel moyen de précipitations est de 892 mm, avec 12,2 jours de précipitations en janvier et 9,4 jours en juillet. Pour la période 1991-2020, la température moyenne annuelle observée sur la station météorologique de Météo-France la plus proche, « Seingbouse », sur la commune de Seingbouse à 17 km à vol d'oiseau, est de 10,5 °C et le cumul annuel moyen de précipitations est de 731,4 mm. 
La température maximale relevée sur cette station est de 37,9 °C, atteinte le 25 juillet 2019 ; la température minimale est de −17 °C, atteinte le 20 décembre 2009,,. 
Les paramètres climatiques de la commune ont été estimés pour le milieu du siècle (2041-2070) selon différents scénarios d'émission de gaz à effet de serre à partir des nouvelles projections climatiques de référence DRIAS-2020. Ils sont consultables sur un site dédié publié par Météo-France en novembre 2022.

## Urbanisme

### Typologie
Au 1er janvier 2024, Guerting est catégorisée commune rurale à habitat dispersé, selon la nouvelle grille communale de densité à sept niveaux définie par l'Insee en 2022.
Elle est située hors unité urbaine. Par ailleurs la commune fait partie de l'aire d'attraction de Creutzwald, dont elle est une commune de la couronne,. Cette aire, qui regroupe 8 communes, est catégorisée dans les aires de moins de 50 000 habitants,.

### Occupation des sols
L'occupation des sols de la commune, telle qu'elle ressort de la base de données européenne d’occupation biophysique des sols Corine Land Cover (CLC), est marquée par l'importance des territoires agricoles (46,2 % en 2018), en diminution par rapport à 1990 (47,1 %). La répartition détaillée en 2018 est la suivante : 
forêts (43,4 %), zones agricoles hétérogènes (20 %), terres arables (15,5 %), prairies (10,7 %), zones urbanisées (8,5 %), zones humides intérieures (1,9 %). L'évolution de l’occupation des sols de la commune et de ses infrastructures peut être observée sur les différentes représentations cartographiques du territoire : la carte de Cassini (XVIIIe siècle), la carte d'état-major (1820-1866) et les cartes ou photos aériennes de l'IGN pour la période actuelle (1950 à aujourd'hui).

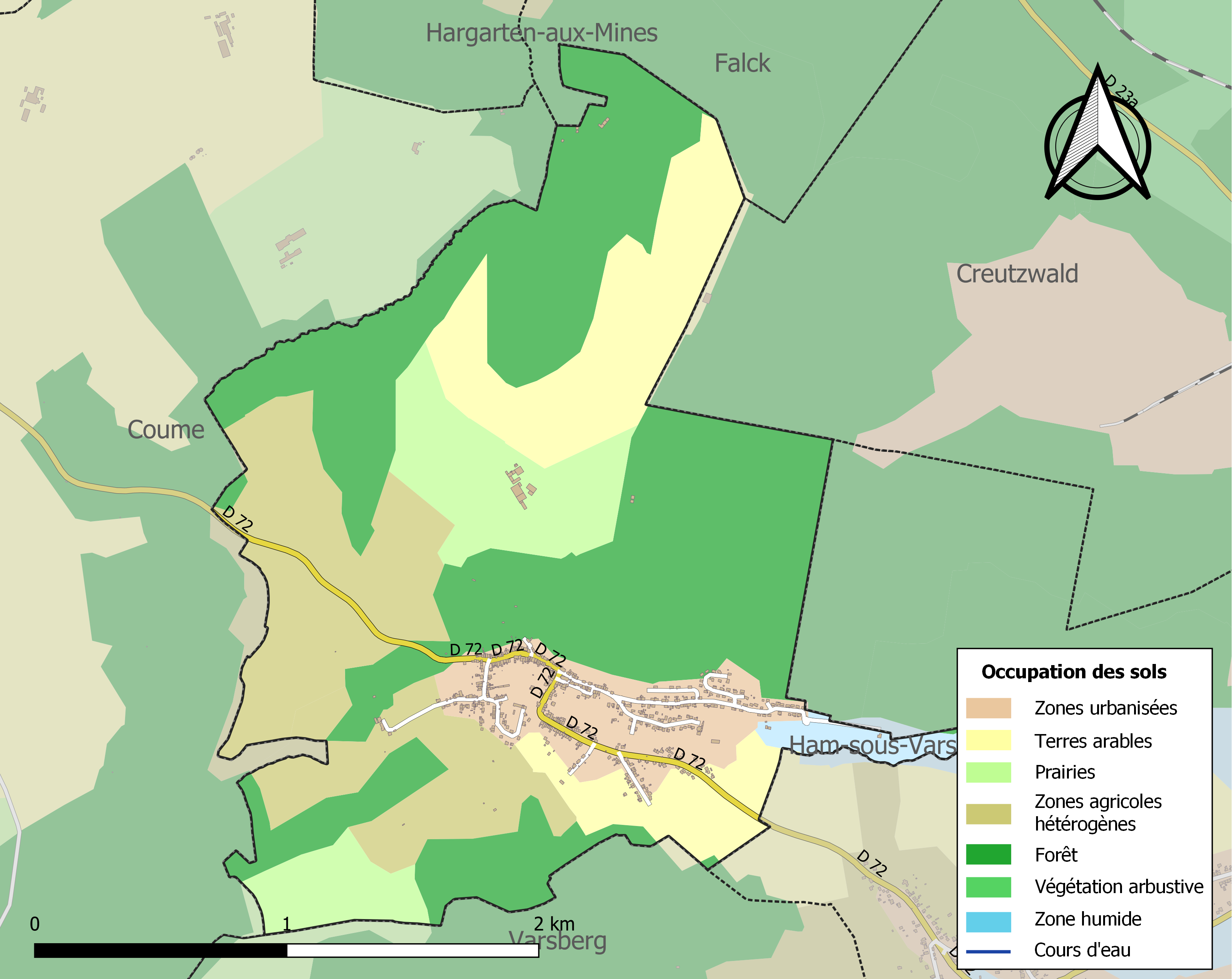
Carte des infrastructures et de l'occupation des sols de la commune en 2018 (CLC).

## Toponymie
Le nom de la commune a été très longtemps associé à l'allemand Garten (jardin). Il proviendrait en fait du nom d'un chef germanique obscur, Garto ou Gerto. Le suffixe -ing, très fréquent dans le département, signifie chez les gens de / domaine de.
Les noms successifs de la commune ont été Gerdingen en 1186, Gertinge en 1246, Gertinga en 1282, Guertranges en 1430, Güertingen au XVIe siècle, Gertinga en 1544, Gertingen en 1594, Gurtingen en 1633, Guerting en 1793, Gertingen en 1871-1918.
Le nom de la commune est Gerténg et Gerténgen en francique lorrain.

## Histoire

### La Préhistoire et l'Antiquité
Le ban de Guerting est fréquenté dès l'époque préhistorique, mais les rares vestiges retrouvés ne permettent pas de savoir s'il s'agit d'une occupation sédentaire ou bien seulement passagère.
À l'époque romaine, divers établissements bien attestés existent, tels que le grand domaine agricole de Blittling et ses dépendances, le site du Gauvenner, ainsi que les voies romaines. Des Römerburren, tuiles d'origine romaine retrouvées dans les fondations de l'église, étayent cette thèse. Mais avec les invasions barbares, débute pour Guerting un long silence archéologique d'un millénaire.

### Le Moyen Âge et l'époque moderne

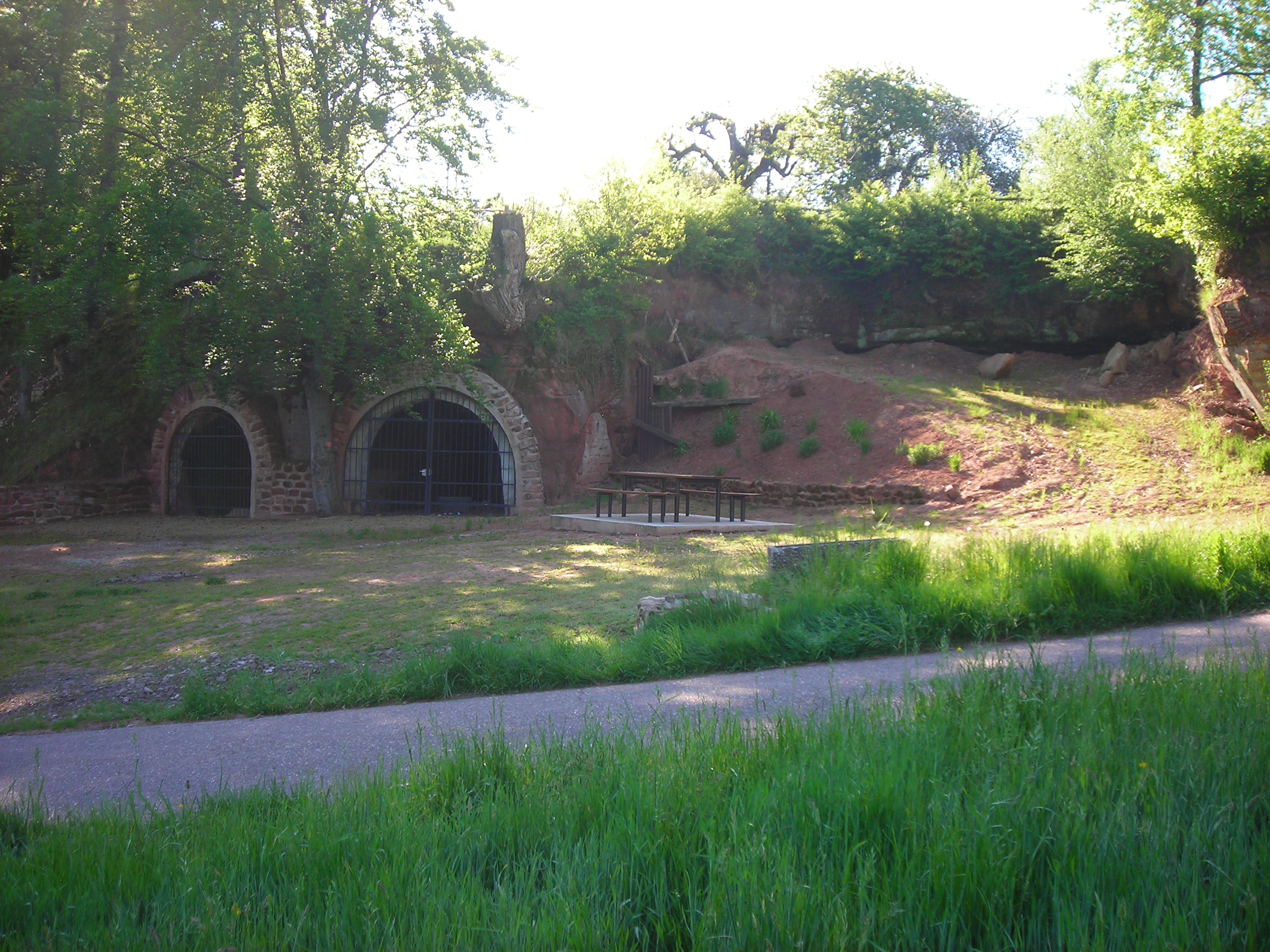
Les grottes creusées dans la colline du Wiesenberg.

Des documents manuscrits prouvent une occupation du site villageois dès le XIIIe siècle et la population dépend jusqu'à la Révolution française de la seigneurie de Warsberg. Des générations laborieuses se succèdent sans laisser de traces nominatives jusqu'en 1585. Au XVIIe siècle, divers documents plus complets apportent désormais de meilleurs éclaircissements sur la population. La guerre de Trente Ans disloque la communauté et la population s'enfuit vers le Luxembourg et les grandes villes rhénanes. Le village est déserté durant près de vingt ans. Trois familles reviennent s'installer en 1662 et le relèvement débute très lentement, pour ne commencer à s'accélérer qu'à la fin du XVIIe siècle. La population de cette époque effectue un travail de longue haleine, comprenant la remise en état du ban, la reconstruction des habitations et des monuments religieux. Lors du recensement ducal de 1708, Guerting compte déjà vingt feux, soit soixante-dix-sept habitants, partagés entre quarante-cinq communiants et trente-deux non-communiants. La population s'avère être très jeune.

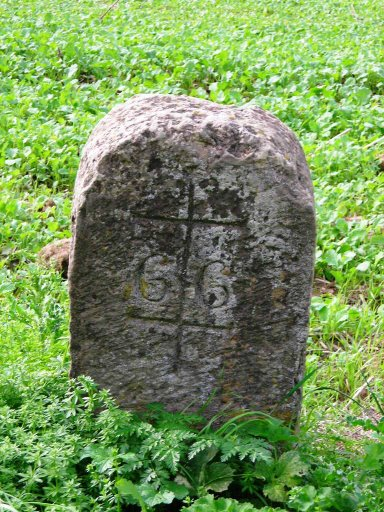
Borne de 1754 délimitait la propriété des barons de Warsberg.

En 1754, le village a doublé et abrite désormais cent quatre-vingt-cinq âmes. La population de cette époque est fortement soumise aux épidémies et tributaire des récoltes. Les parcelles de cultures diminuent avec les héritages et le village compte désormais de nombreux journaliers, qui ne font que vivoter d'une année sur l'autre. Aussi certaines familles quittent Guerting vers 1770 et partent s'installer dans le Banat, malgré les interdictions des autorités.

### L'époque contemporaine

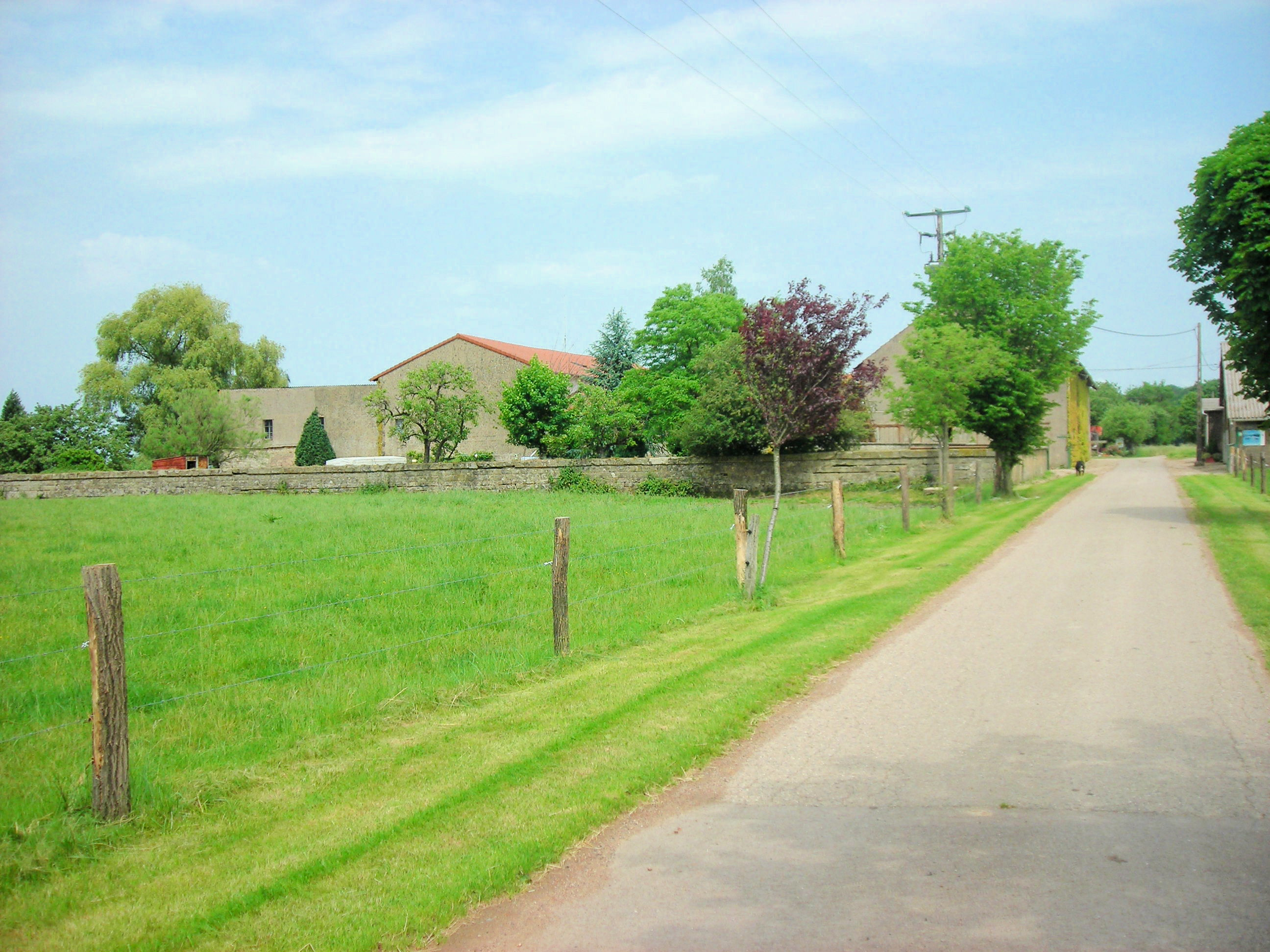
La ferme Saint-Nicolas depuis le chemin vers la route départementale.

Un demi-siècle plus tard, la population a de nouveau doublé et en 1822, on recense trois-cent quatre-vingt-quinze habitants. En 1851, Guerting atteint un maximum démographique avec cinq-cent-sept habitants. La misère de la population transparaît dans les notes des conseils municipaux. La vente des biens communaux, le soutien aux indigents, ne peuvent aider une large part de la population soumise de plein fouet à la crise économique associée à la crise de la pomme de terre des années 1846-1848. L'ouverture de la ligne de chemin de fer Saint-Avold-Paris, dès 1852, facilite les départs de nombreuses familles vers les grands centres urbains et surtout vers la capitale. Les migrants vont rejoindre des amis, des parents, qui leur ont trouvé un emploi, un logement. À Paris, cette population s'installe massivement dans le XIIIe arrondissement et on continue, pour un temps du moins, à se marier entre Mosellans germanophones. En l'espace de vingt ans, ce sont près de cent-cinquante personnes qui quittent le village. Les recensements ne trahissent qu'imparfaitement ce phénomène car le solde naturel reste très élevé et la diminution de population paraît de ce fait moins importante.
L'annexion à l'Empire allemand en 1871 et les difficultés de l'agriculture dans les années 1880 maintiennent cet exode rural vivace, et Guerting perd encore cent-treize habitants jusqu'en 1890. Entre 1890 et 1900, le phénomène inverse se produit. Certaines familles ayant gagné suffisamment d'argent reviennent au pays. L'ouverture des mines de charbon de Petite-Rosselle puis de Creutzwald, à la fin du XIXe siècle, transforme profondément l'emploi et la vie des Guertingeois du XXe siècle. Le plein emploi permet de rester vivre sur place et la croissance de la population est quasi constante. En 1999, Guerting compte huit-cent cinquante-neuf habitants. Tout au long du XXe siècle, ce sont surtout les jeunes gens en âge de se marier qui quittent Guerting pour s'installer à proximité de leur emploi. La facilité des déplacements entraîne parallèlement des départs de plus en plus lointains.
Pour protéger les populations situées entre la frontière franco-allemande et la ligne Maginot, les autorités françaises les font évacuer dès la déclaration de guerre, le 1er septembre 1939. Hormis les mineurs, dirigés vers les mines de charbon, surtout dans le Pas-de-Calais, les autres habitants sont accueillis par le village de Bouresse, dans la Vienne. Guerting est resté lié d'amitié avec Bouresse et les échanges se font tous les deux ans.
La langue parlée par les habitants a toujours été le francique, mais le français la supplante progressivement.

## Politique et administration

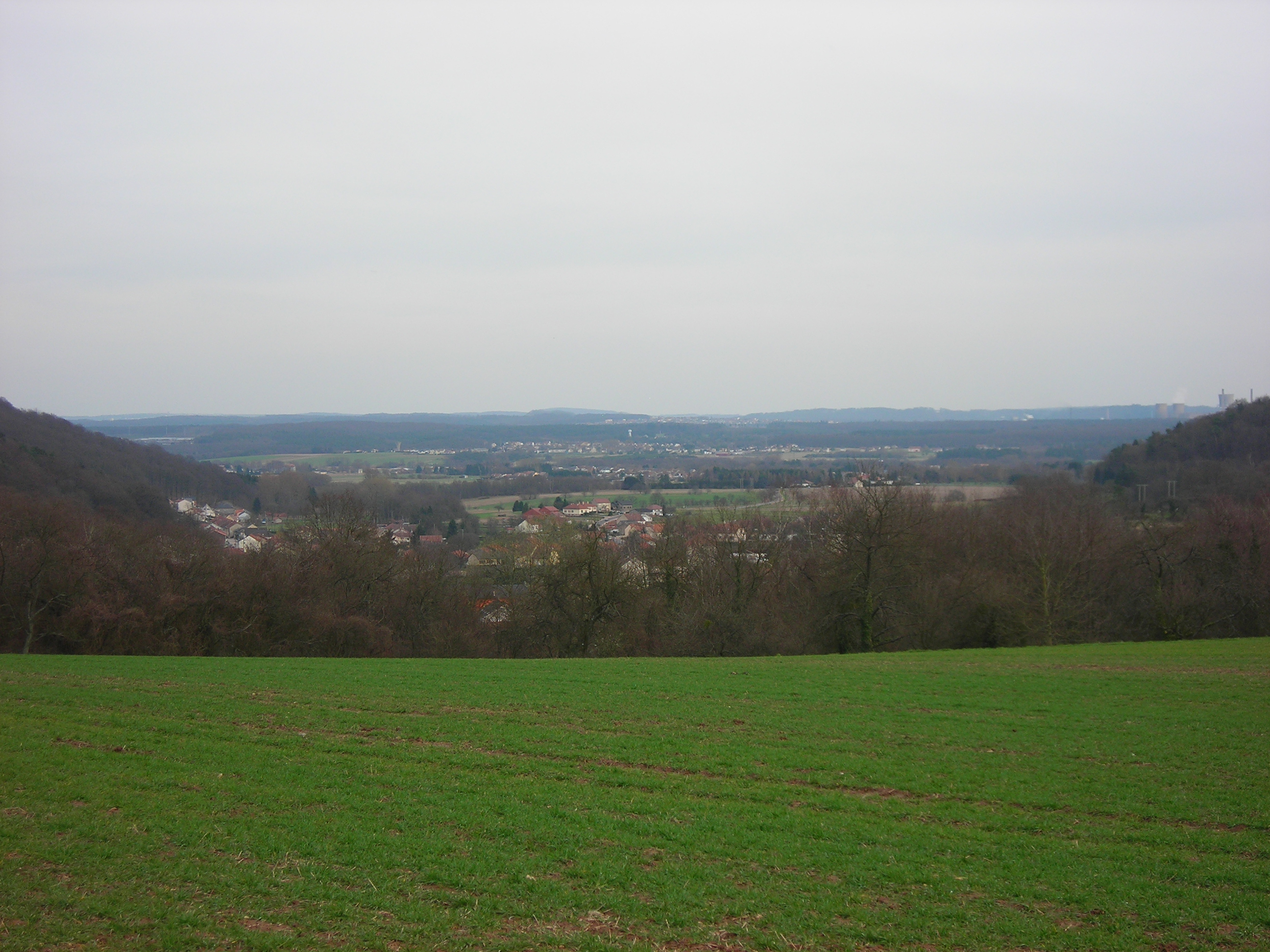
Le village vu depuis le plateau, vers Coume.

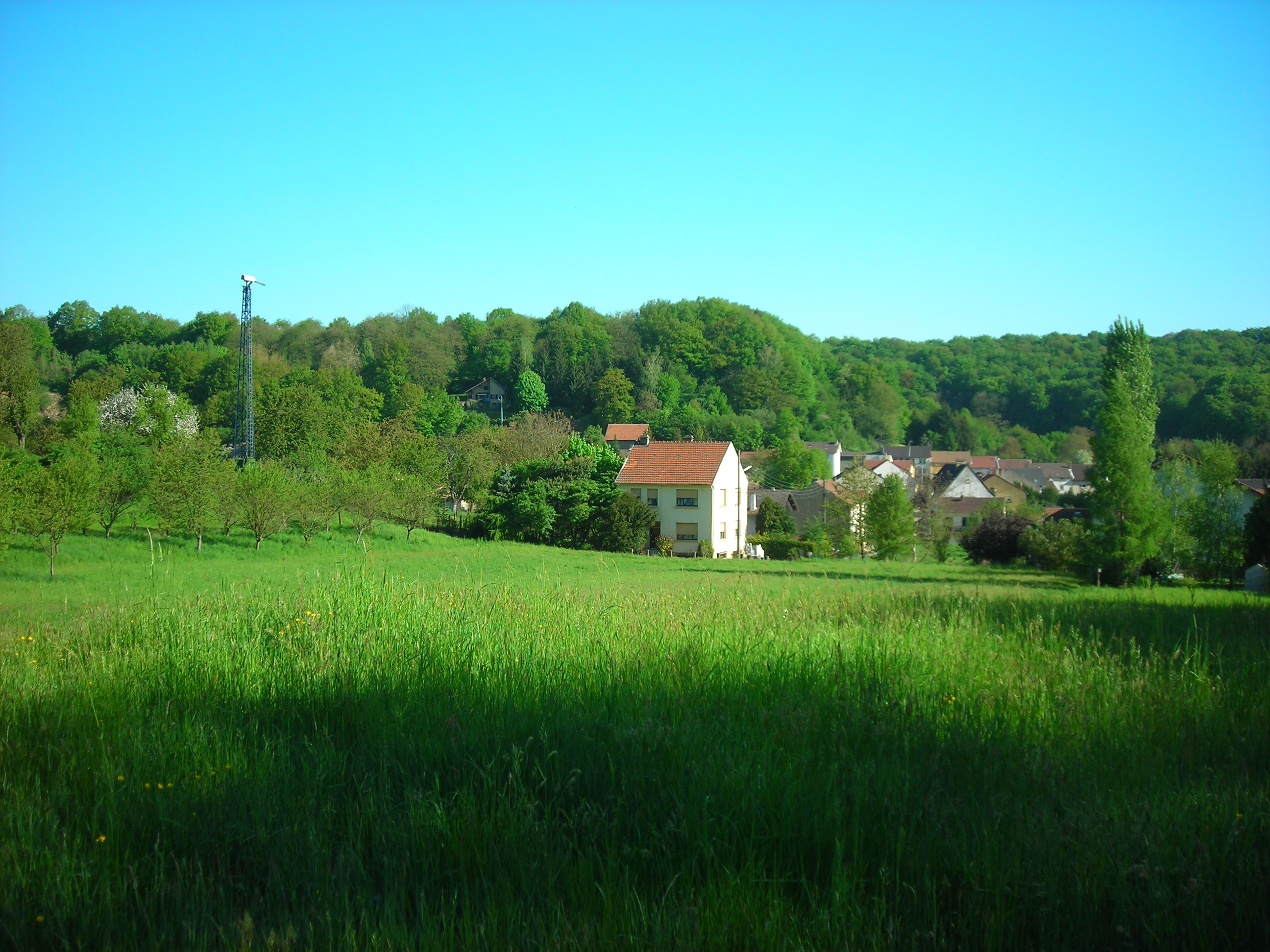
Le quartier de la Bach.

## Population et démographie

### Démographie

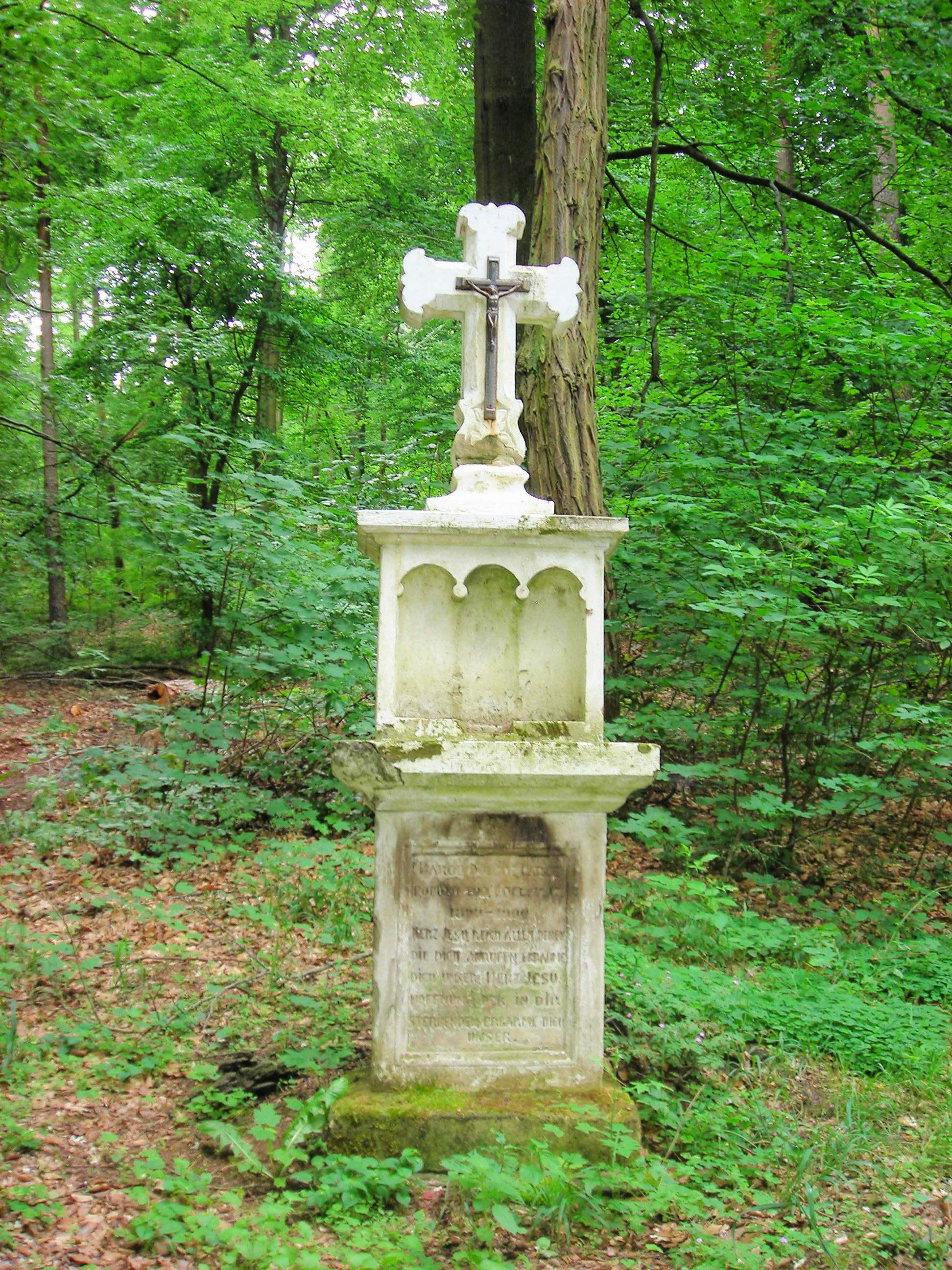
Une croix de chemin dans la forêt vers Varsberg.

La forte natalité de 1900 à 1920 accroît naturellement la population qui atteint six-cent-cinquante habitants en 1926. Une mini-crise affecte les houillères à la Houve de 1927 à 1933, d'où quelques départs vers d'autres industries lorraines. Après le deuxième conflit mondial, le plein emploi aux houillères maintient au village les jeunes en âge de fonder une famille. Les difficultés pour trouver un terrain pour construire dans les années 1960 obligent nombre de jeunes ménages à s'installer dans les communes environnantes.
Le phénomène contraire se produit lorsque la commune construit le lotissement de la Forêt en 1976 et aménage l'impasse des Prés en 1985. Les propriétaires de terrains constructibles, las de les garder pour leurs descendances qui ne trouvent pas d'emplois dans la région, les vendent aux candidats à la construction à partir des années 1990.

L'évolution du nombre d'habitants est connue à travers les recensements de la population effectués dans la commune depuis 1800. Pour les communes de moins de 10 000 habitants, une enquête de recensement portant sur toute la population est réalisée tous les cinq ans, les populations de référence des années intermédiaires étant quant à elles estimées par interpolation ou extrapolation. Pour la commune, le premier recensement exhaustif entrant dans le cadre du nouveau dispositif a été réalisé en 2006.

En 2022, la commune comptait 870 habitants, en évolution de +1,16 % par rapport à 2016 (Moselle : +0,52 %, France hors Mayotte : +2,11 %).
| 1800 | 1806 | 1836 | 1841 | 1861 | 1866 | 1871 | 1875 | 1880 |
| ---- | ---- | ---- | ---- | ---- | ---- | ---- | ---- | ---- |
| 254  | 307  | 455  | 494  | 453  | 466  | 435  | 418  | 398  |

| 1885 | 1890 | 1895 | 1900 | 1905 | 1910 | 1921 | 1926 | 1931 |
| ---- | ---- | ---- | ---- | ---- | ---- | ---- | ---- | ---- |
| 383  | 368  | 405  | 440  | 480  | 544  | 573  | 650  | 588  |

| 1936 | 1946 | 1954 | 1962 | 1968 | 1975 | 1982 | 1990 | 1999 |
| ---- | ---- | ---- | ---- | ---- | ---- | ---- | ---- | ---- |
| 563  | 554  | 597  | 692  | 723  | 702  | 776  | 759  | 856  |

| 2006 | 2011 | 2016 | 2021 | 2022 | - | - | - | - |
| ---- | ---- | ---- | ---- | ---- | - | - | - | - |
| 858  | 877  | 860  | 866  | 870  | - | - | - | - |

### Enseignement

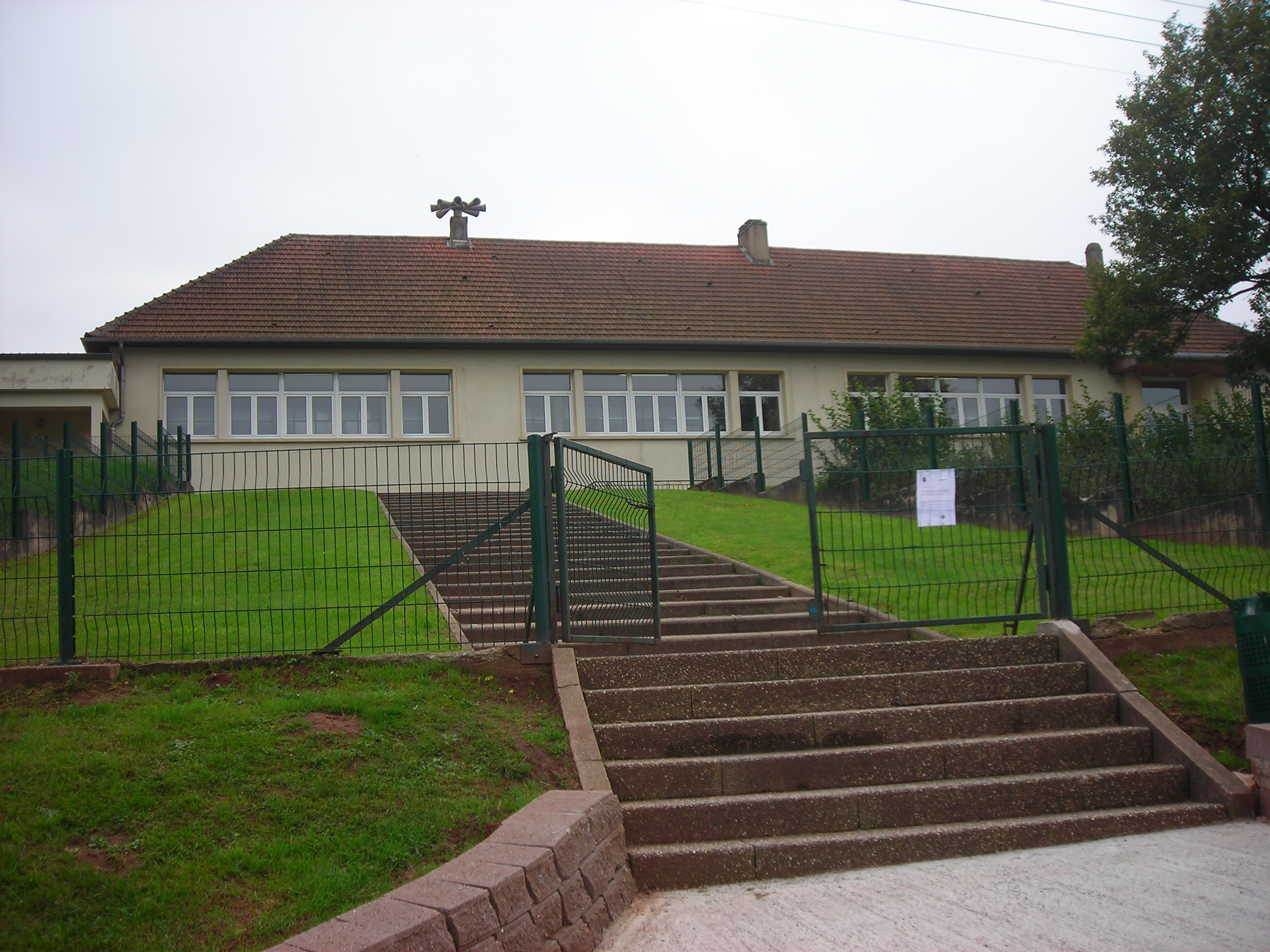
L'école communale, baptisée la Cerisaie.

Le village possède une école primaire appelée "La Cerisaie".

### Manifestations culturelles et festivités
La « fête des Cerises » est la plus grande manifestation ludique du XXe siècle dans le canton de Boulay. La fermeture de la frontière sarroise après le référendum du 1er janvier 1935 a créé un souci pour écouler les cerises. La Société de Musique organise une fête des Cerises le 7 juillet 1935 pour aider les producteurs à vendre leurs fruits. L'élection d'une reine des cerises est une première dans la région. Le concept de cette fête abandonnée en 1940 à cause de la guerre est en grande partie reprise en 1954. On y ajoute chaque année un important corso. La dernière fête des Cerises a eu lieu dans les prés à droite de la salle polyvalente, les 2 et 3 juillet 1988.
Initiée par Lartupa, la manifestation bisannuelle « Les Guertinades » rassemble les habitants du village dans un évènement fédérateur. Plusieurs animations choisies par le public et les autres associations ludiques locales, se déroulent dans une ambiance festive, conviviale et de partage. À ce jour, déjà trois Guertinades se sont déroulées, la première en 2008 avait pour thème "Patrimoine et savoir faire", la seconde en 2010 "Inventons 2060" et celle de 2013 "Guerting voit la vie en rose".

### Médias
En 1963, Guerting a été le premier village câblé de France. En 1983, le Centre d'animation socio-culturel a conçu, financé et animé la première télé locale française nommée TVG (Télé Vidéo Guerting). Le village est le seul en France à diffuser sur le réseau câblé toutes les célébrations en direct depuis l'église, et d'avoir retransmis deux messes consécutives par France 2 et la production Le Jour du Seigneur, les 31 octobre et 1er novembre 1993.

## Économie

### Le kirsch
L'histoire de l'eau-de-vie ou schnaps démarre au milieu du XIXe siècle lorsque les fonderies de Creutzwald déboisent le plateau des Espen, au nord-ouest du village. Des membres de la famille Job, négociants en bois et originaires de Guerting, devenus propriétaires n'eurent d'autres solutions pour détruire les souches que de cultiver de l'orge. Les trois fermes Saint-Jean, Saint-Nicolas et Saint-Jules, construites respectivement en 1850, 1852 et 1881 possèderont chacune leurs alambics. Cette production de qualité très moyenne faiblit à la fin du siècle.
Le menuisier Jean-Pierre Jager achète en 1892 un alambic et l'installe dans sa maison, de nos jours 70 rue Principale. Celui-ci fonctionnera jusqu'en 1978. Le syndicat des arboriculteurs prendra alors le relais dans l'ancien local de ramassage du lait. Totalement réaménagé, ce local est actuellement doté de deux alambics mais connaît une baisse importante de son activité liée à l'état des arbres et au changement de comportement. Un autre alambic fonctionnera de 1936 à 1983 chez Georges Reslinger au 14 rue du Ruisseau. Les arbres fruitiers et surtout les cerisiers, sont plantés dans les terrains accidentés ou éloignés. Ils prolifèrent tout au long du XXe siècle par l'abandon progressif des activités agricoles familiales. La cerise noire de Guerting est la spécialité locale.

## Culture locale et patrimoine

### Lieux et monuments

#### Édifices civils
- Vestiges gallo-romains.
- La ferme Saint-Nicolas, aujourd'hui GAEC de la Houve, est construite en 1852.
- Le groupe scolaire la Cerisaie construit en 1954 remplace d'une part, une école-baraque de filles, située sur la place de la distillerie et d'autre part, l'école des garçons de nos jours place de la Mairie.
- Aménagé et financé par les membres de la Société des mineurs locale en 1958, et leur président Mathias Tonnelier, le site de Sainte-Barbe surplombe le village sur les hauteurs du Scholenberg. Il est entretenu par la commune. L'association des Amis de Bouresse y a scellé des lettres en 1995 pour concrétiser le lien d'amitié qui lie le village avec cette commune de la Vienne. À la tombée de la nuit, en lettres lumineuses, les mots Glück auf, visibles au loin, rappellent le salut que les mineurs prononçaient avant de descendre au fond.
- La mairie actuelle, construite en 1973 en partenariat avec la caisse locale du Crédit mutuel, remplace l'ancienne mairie-école devenue vétuste. Le bâtiment est relevé d'un étage en 2007.
- La « zone ludique » comprend la salle polyvalente, les vestiaires et le club house pour l'ASG, deux terrains de football et un boulodrome, elle est aménagée en 1985.
- La « zone de détente » : le Ranch, comprenant un city stade, un local, une piste de danse pour les activités associatives, date de 1999 ainsi qu'un jardin communal réalisé par l'association Lartupa depuis 2010 à l'occasion des Guertinades 2010. À ce jour, le jardin a gagné plusieurs prix et s'étend au fil des années. Il est appelé "Le Jardin des Guertingeois".
- Le local des pompiers est construit en 1956. Le CPI dispose d'une camionnette et de matériel de première intervention.
- L'ancien dépôt de lait a été aménagé en distillerie en 1983. Les arboriculteurs du village et des environs "brûlent" le schnaps local (eau-de-vie), principalement la cerise noire appelée Kirsch.
- Sur le monument aux morts, sont gravés les noms des victimes des deux guerres mondiales[21].

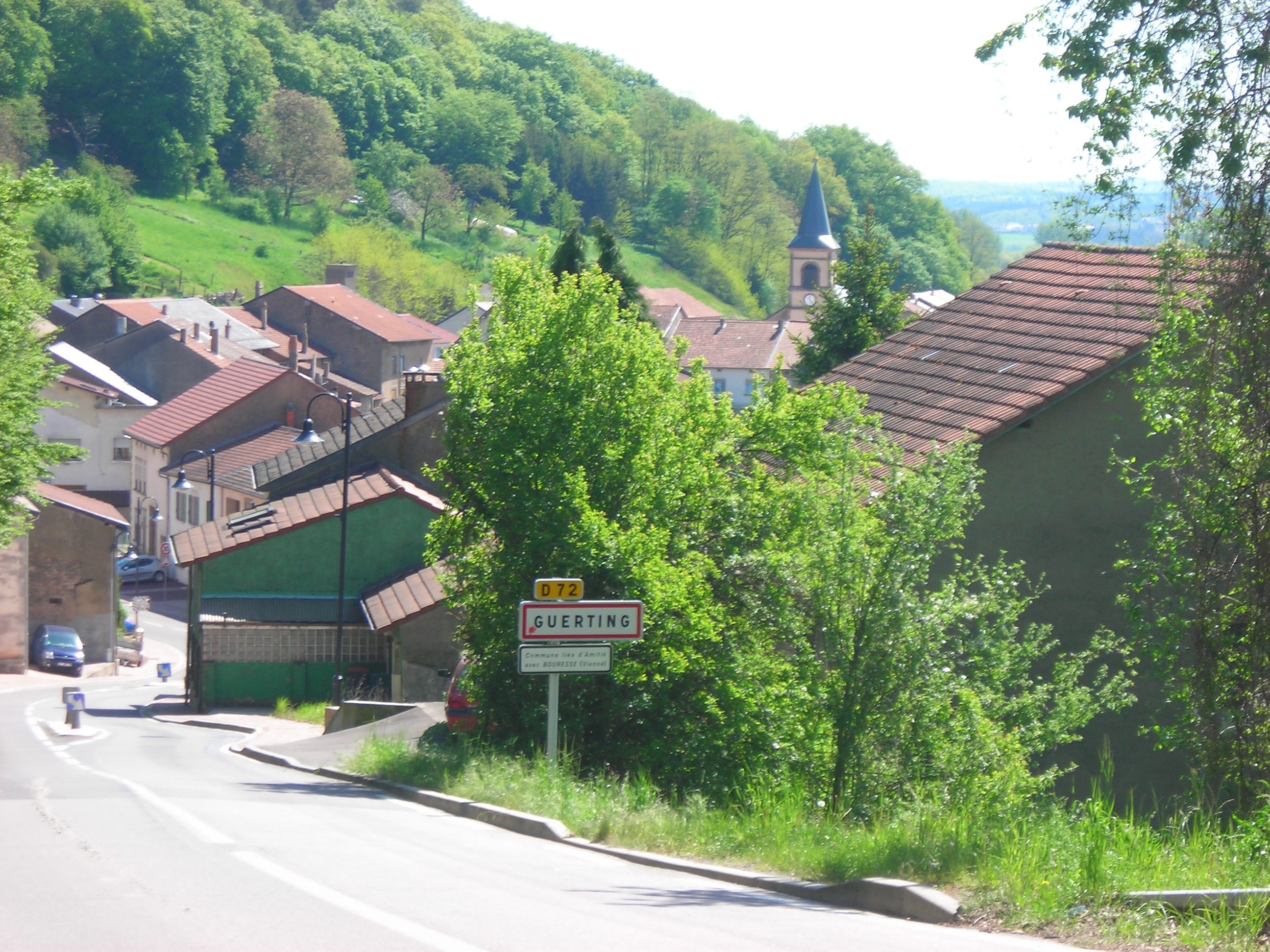
L'entrée du village depuis Coume.
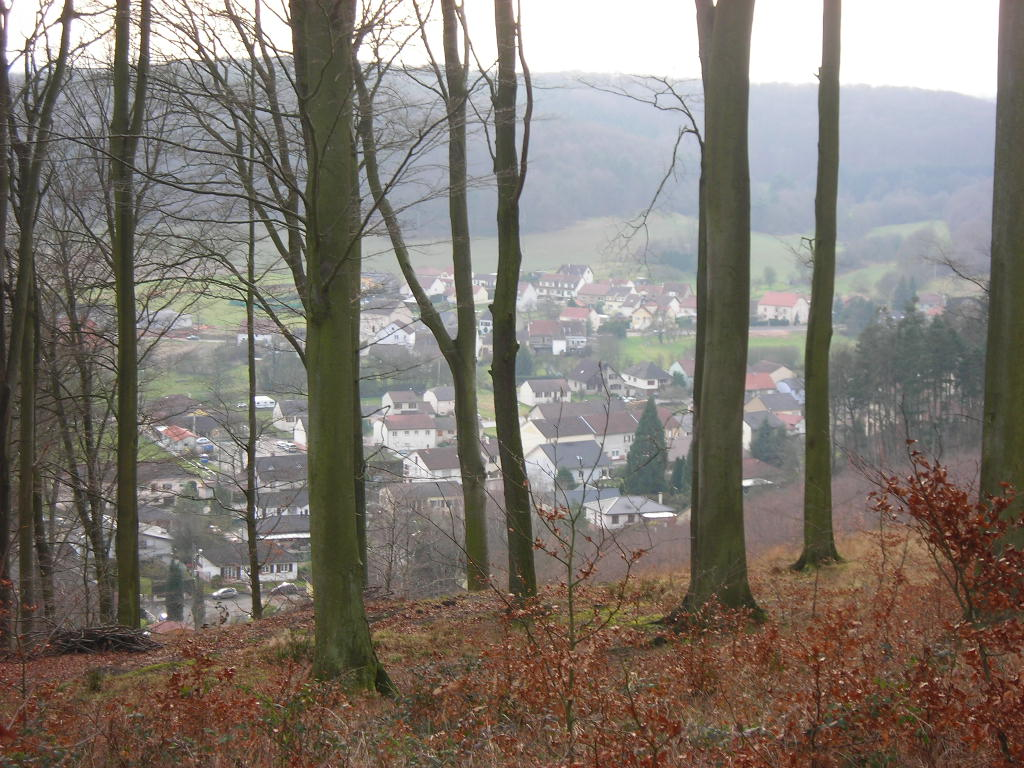
Le lotissement vu depuis les hauteurs de la forêt.
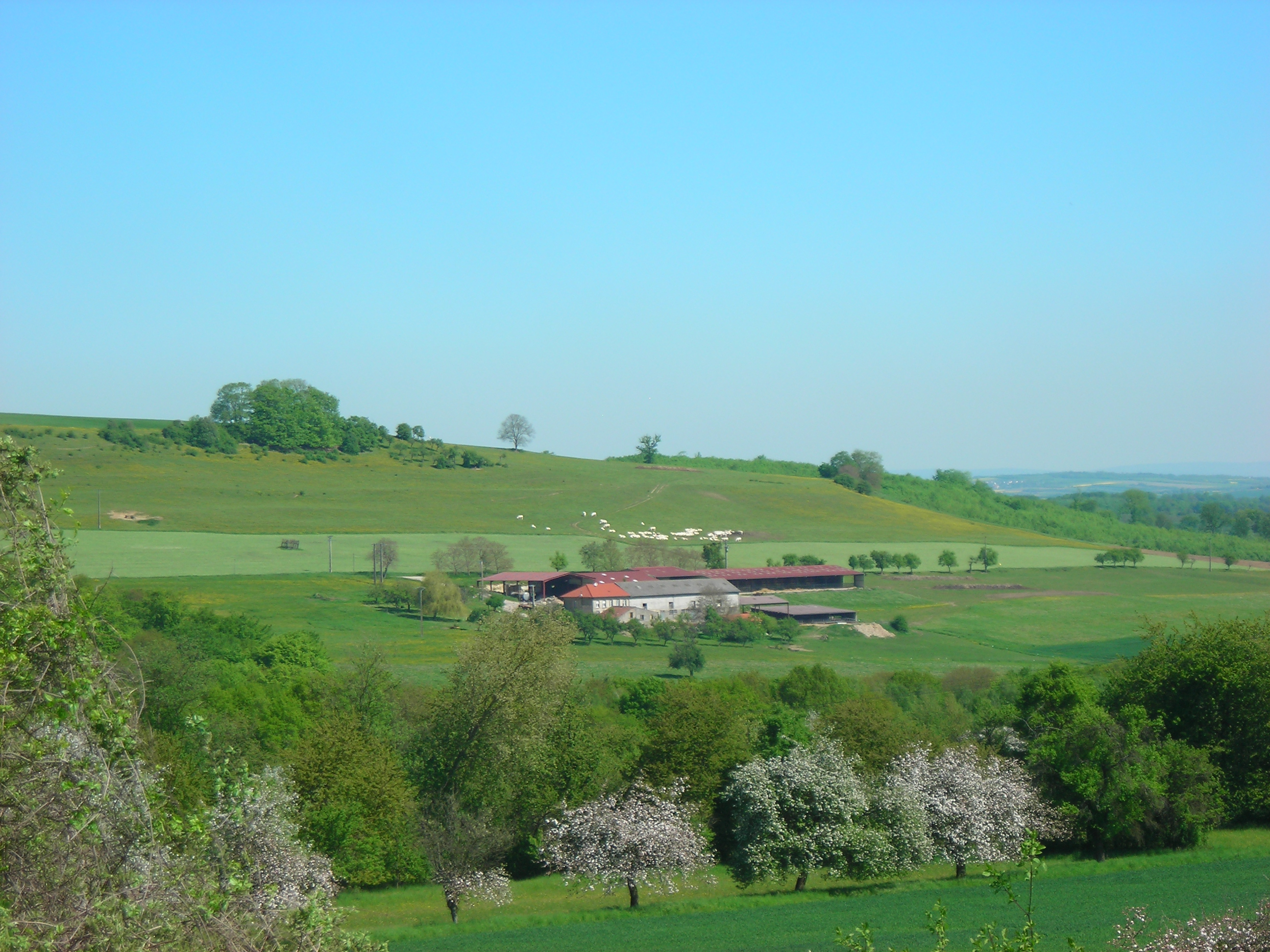
La ferme Esch sur le ban de Coume, depuis le plateau des Espen.
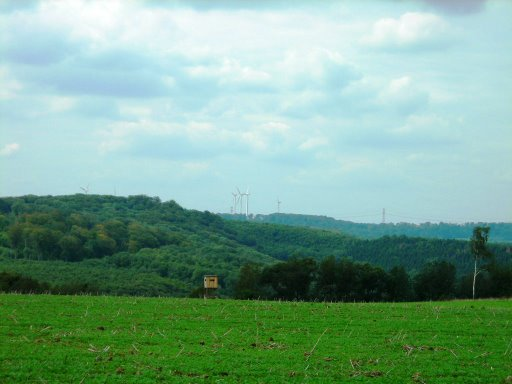
Les éoliennes de Téterchen depuis la ferme Saint-Nicolas.
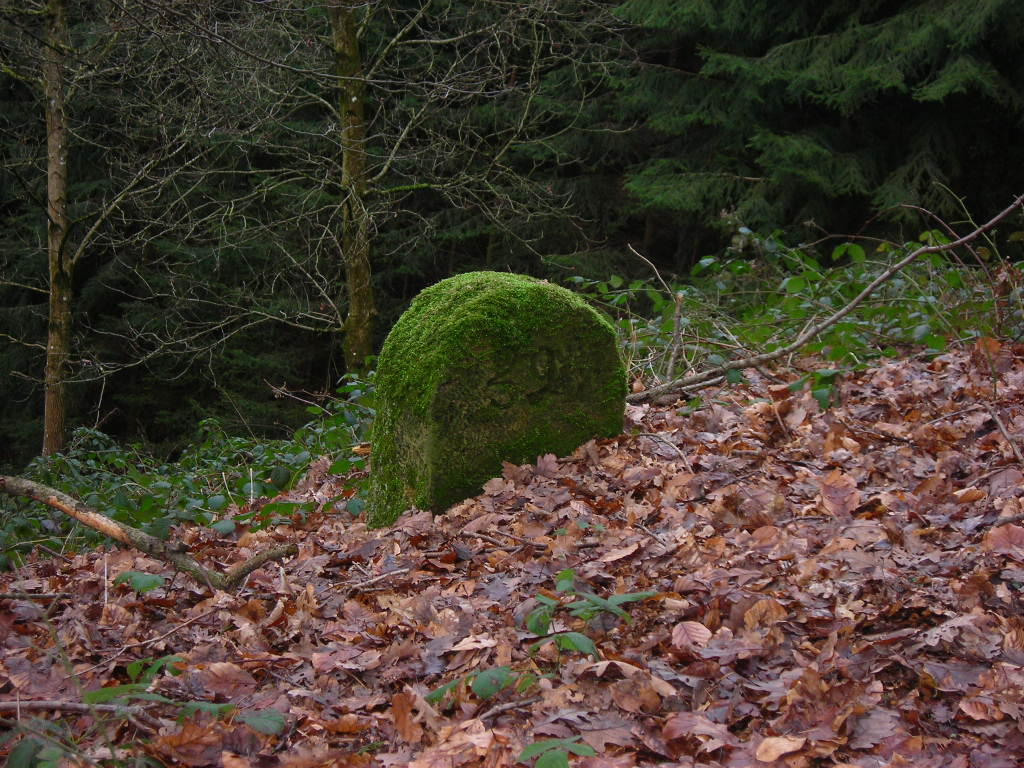
Une borne dans la forêt.

#### Édifices religieux
L'église paroissiale Saint-Jacques, construite en 1842-1843, remplace une chapelle reconstruite après la guerre de Trente Ans devenue vétuste et trop petite pour le besoin du village.
Le cimetière et la grotte de Lourdes sont situés à la sortie du village, vers Ham-sous-Varsberg.
Les calvaires parsemant le ban communal datent du XIXe siècle et du début du XXe siècle.

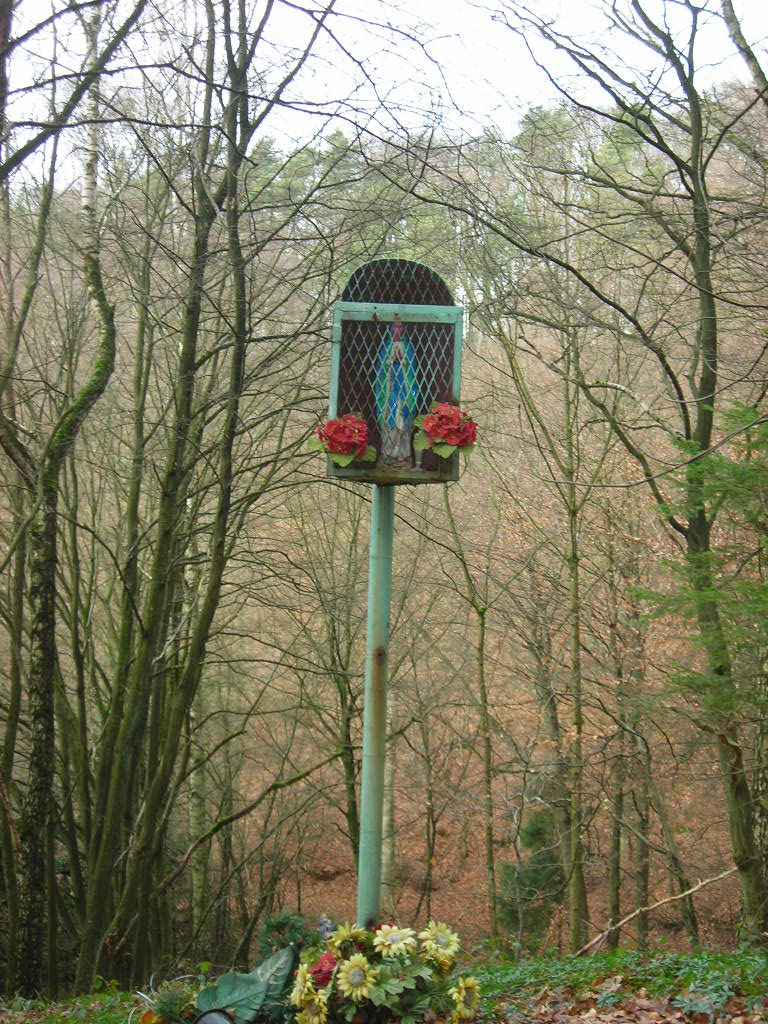
Un oratoire situé dans la forêt du village.
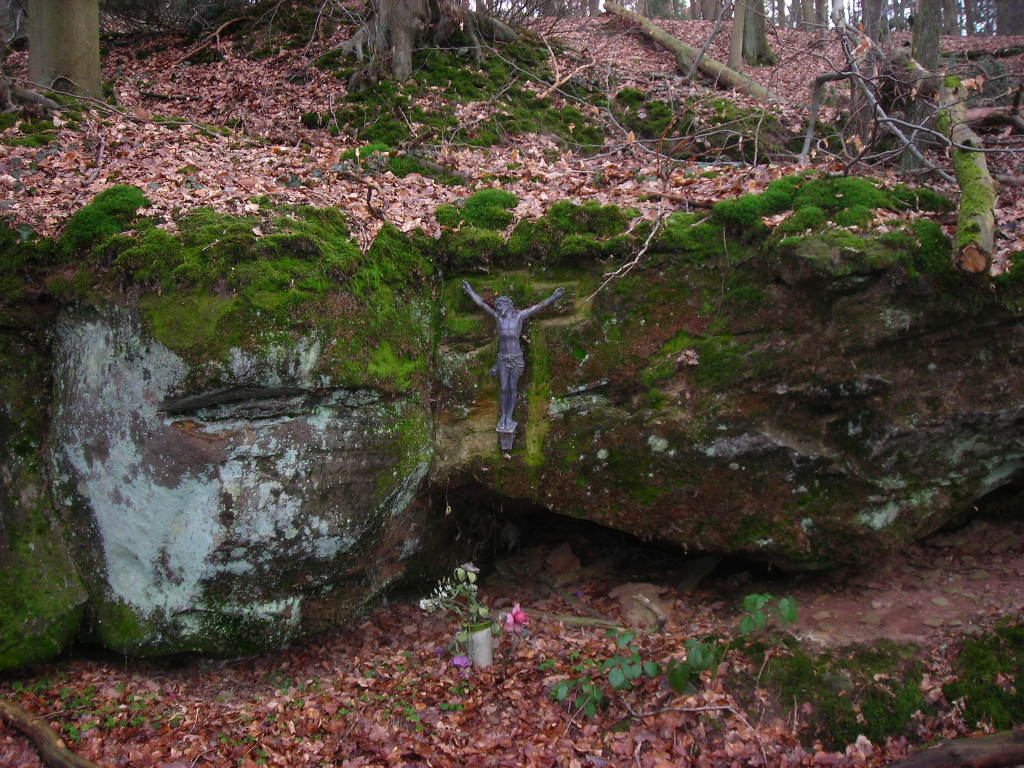
Un rocher transformé en oratoire dans la forêt.
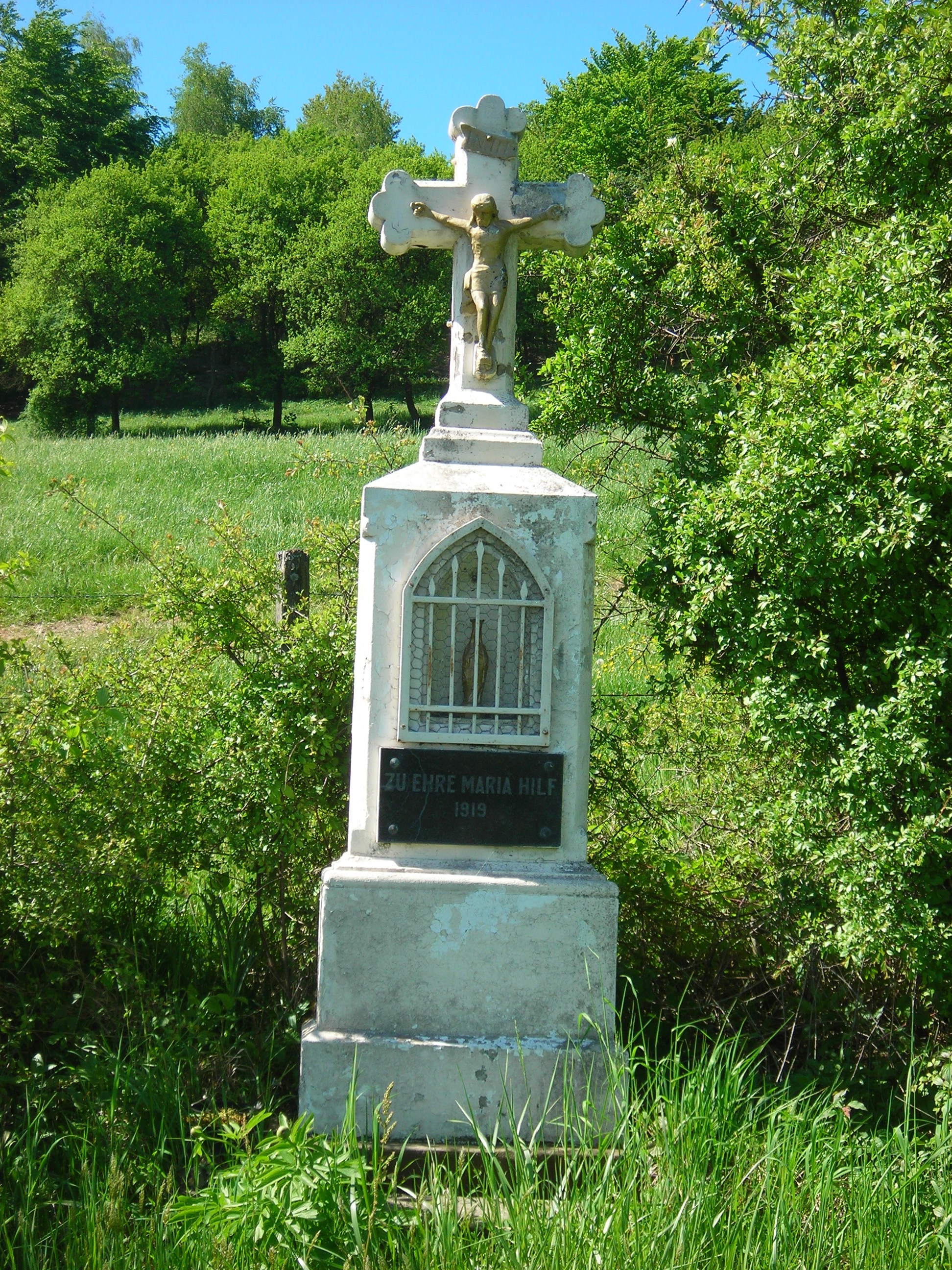
Le calvaire Maria Hilf 1915 sur la route vers Coume.
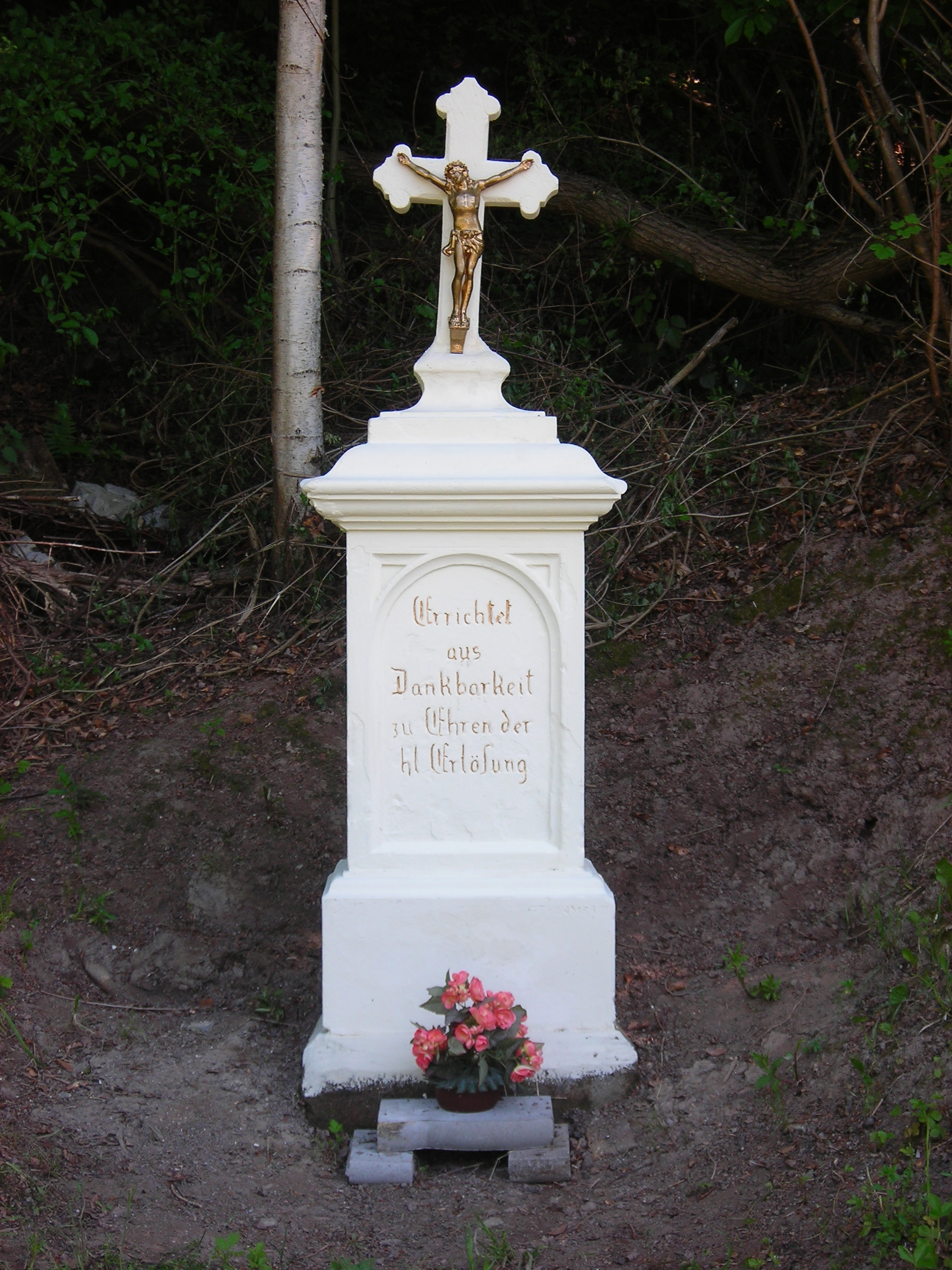
Une croix de chemin en bordure de la route dans la côte.
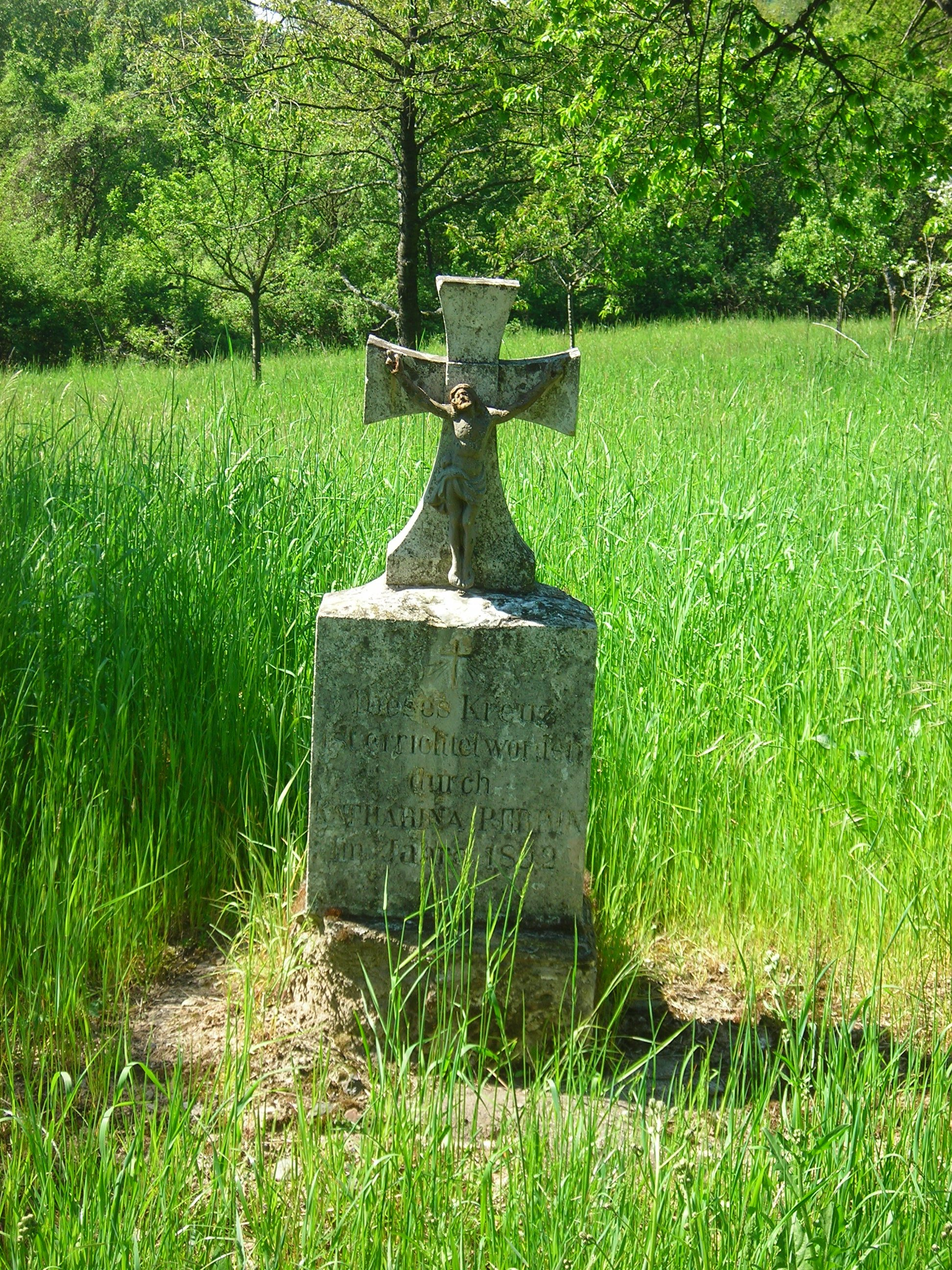
Le calvaire Perrin 1892 en bordure de la route dans la côte.
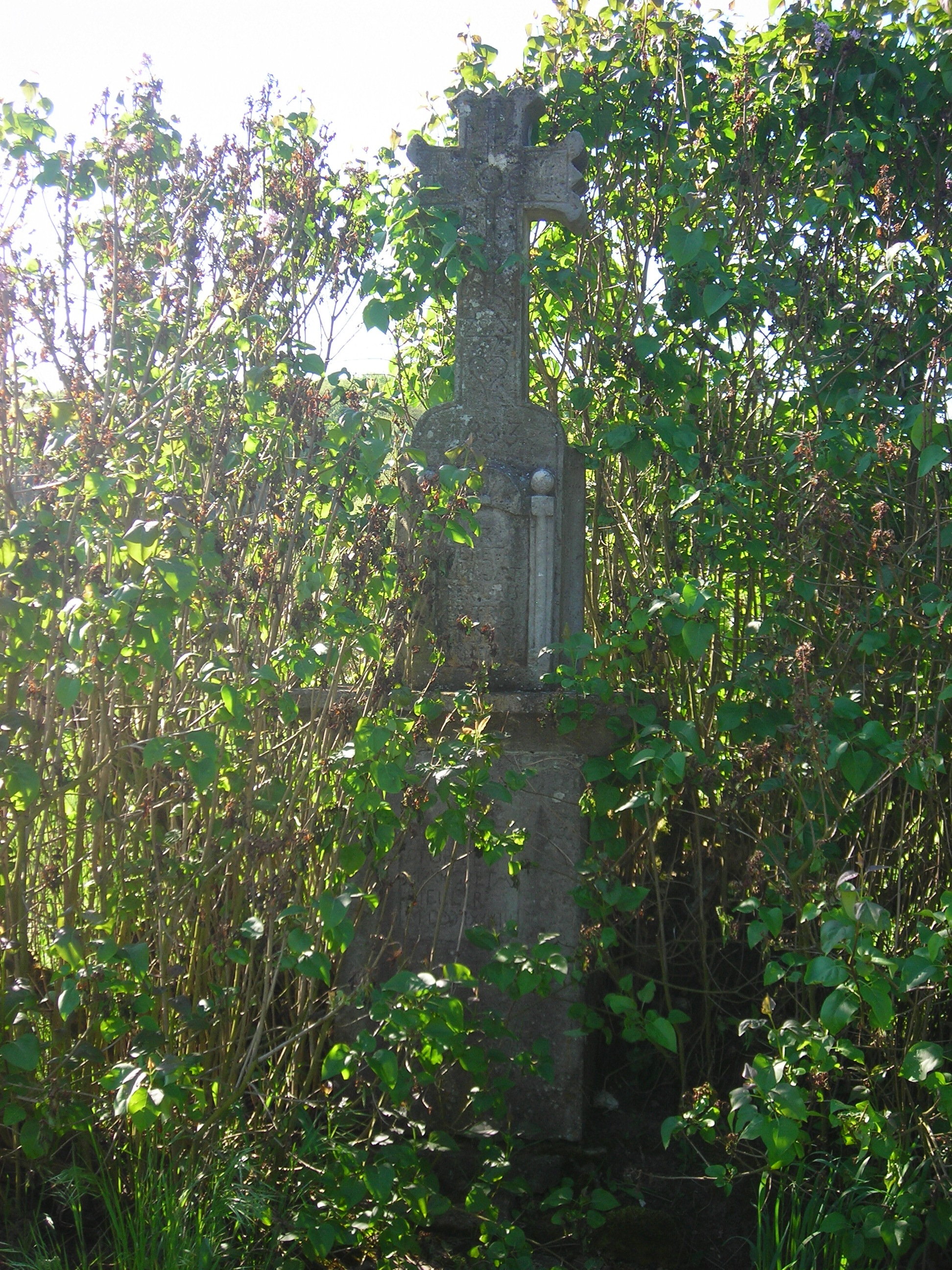
Le calvaire Trocklet sur les hauteurs du Wiesenberg.

### Personnalités liées à la commune
- Adam Bourst : Guerting retrouve son autonomie communale en 1833 dans un climat délétère avec la commune de Ham-sous-Varsberg. La chapelle, l'école et les chemins sont dans un état pitoyable de vétusté et la commune n'a pas de moyens. Le premier maire Michel Albrecht n'est pas capable de juguler la situation et démissionne en 1840, au profit du cabaretier Adam Bourst. Celui-ci décide d'arracher la chapelle et de construire l'église. Victime de la lenteur des travaux et d'irrégularité dans les comptes, il devra démissionner une première fois en 1847. Blanchi de tout soupçon en 1848, il est à nouveau suspendu de ses fonctions en 1852 par un malencontreux fait divers professionnel. Très choqué par ces affaires, il s'expatrie avec sa famille à Paris.
- François Reslinger : incarne l'image du monde associatif et bénévole. Décédé le 2 mai 1994 à l'âge de quarante-neuf ans, il est le dernier président de la Société des Mineurs, membre du Comité des Amis de Bouresse et des Renards Radins, parrain de la coupe Sylvain Tonnelier et du drapeau des Anciens Combattants. Il était présent et disponible dans toutes les manifestations au village. La place devant la salle polyvalente porte son nom.
- Henri Reslinger et Jean-Joseph Reslinger : originaires du village, cadres des HBL, ils exercent la fonction d'ingénieur.
- Jean Lemoine : nommé curé de Falck et Guerting le 20 novembre 1702, il est inhumé le 12 février 1743 dans la chapelle du village nouvellement construite. Il demeurait dans la maison curiale qui est le renfoncement des maisons actuelles 36, 37 et 38 rue Principale. Il comble de bienfait le village pendant quarante ans, un peu au détriment de Falck, grâce à une transaction avec les religieux de l'abbaye de Bouzonville qui lui permettent de garder la dîme.
- Famille Job : le berceau de la famille s'installe à Guerting en 1710. Parmi les descendants, on retrouve trois générations de Jean-Adam Job. Le père et son fils seront maires de Hargarten-aux-Mines, le petit-fils maire de Creutzwald (1876-1882). C'est aussi Adam Jean-Pierre Job de Holling, un membre de cette grande famille, qui construit l'église paroissiale en 1842-1843.
- Joseph Becker (1901-1965) : cadre HBL et homme de confiance à la Houve (délégué du personnel), il était impliqué dans de nombreuses initiatives au village. Il a notamment participé à la création de la section locale de la CFTC et à la construction de la maison d'œuvres.
- Valentin Jager : né à Guerting le 23 frimaire de l'an X (14 décembre 1801), il est inhumé à Guerting le 13 mai 1849 dans des circonstances rocambolesques. Curé de Ham-sous-Varsberg de 1832 à 1849, ses paroissiennes très en colère contre la famille du prêtre et des hommes en général, profitent des élections législatives pour exhumer le corps et le rapatrier dans leur cimetière.

### Héraldique
| Blason | Blasonnement : De sable au lion d'argent, couronné, armé, et lampassé d'or, accompagné de trois coquilles du même. Commentaires : Reprenant les armoiries des seigneurs de Varsberg, propriétaires du village, elles sont brisées de trois coquilles rappelant saint Jacques le Majeur, patron de la paroisse. |

## Pour approfondir